# The Man from Earth
The Man from Earth es una película independiente escrita por Jerome Bixby (1923-1998) y dirigida por Richard Schenkman (1958-) estrenada el 13 de noviembre de 2007. Jerome Bixby concibió el guion de esta película en los años sesenta y lo terminó en su lecho de muerte, en abril de 1998, por lo que se trata de una película póstuma.
Ausente de los circuitos comerciales habituales, se ha convertido en una película de culto, recibiendo numerosos elogios por parte de los críticos.
En solo dos semanas, ascendió desde el puesto 11 235 al número 5 en la clasificación de IMDb, a través de las descargas P2P, hasta el punto que el mismo productor ha agradecido su distribución por canales BitTorrent.
La película cuenta la historia de John Oldman, un profesor de universidad que asegura tener 14 000 años de edad y que ha sobrevivido hasta nuestros días. Se basa únicamente en la conversación de los personajes para mantener la trama, sin efectos especiales ni escenas de acción. Se trata de un discurso intelectual entre un supuesto hombre de las cavernas y sus actuales colegas de trabajo, en su despedida como docente universitario. En las horas que transcurren, las reacciones de sus amigos científicos son muy variadas y van surgiendo preguntas, cuestiones, revelaciones y reacciones de todo tipo.
Se rodó en la casa y el porche de Schenkman, prueba de su bajo presupuesto y de su elaboración prácticamente artesanal.

## Trama
El profesor de historia John Oldman (David Lee Smith) se encuentra colocando sus pertenencias en una camioneta. Mientras prepara la mudanza, aparecen cuatro colegas de la universidad para darle una inesperada fiesta de despedida. Son el biólogo Harry (John Billingsley), la experta en literatura cristiana Edith (Ellen Crawford), el antropólogo Dan (Tony Todd) y la historiadora Sandy (Annika Peterson). A medida que se acercan a John, Edith descubre un cuadro de Vincent van Gogh con la inscripción «Para mi amigo Jacques Borne» escrita en la parte trasera en francés. Una vez dentro de la casa, se proponen averiguar por qué se quiere marchar tan rápido, sin despedirse, tan solo hace dos días que dejó el trabajo y lleva diez años con ellos en la universidad.
Al poco tiempo llega otro profesor de la universidad, el arqueólogo Art Jenkins (William Katt), con una estudiante suya, Linda Murphy (Alexis Thorpe). Los amigos de John siguen cuestionando la razón de su partida hasta que John les pregunta «¿Qué pasaría si un hombre  del Paleolítico superior sobreviviera hasta el día de hoy?». Inicialmente, suponen que John está trabajando en una historia de ciencia ficción y debaten sobre la idea. Pero, después de un tiempo, deja de hablar de hipótesis y revela que él es el hombre y tiene 14 000 años, que se le dio la oportunidad de conocer a Cristóbal Colón en el siglo XV. Su revelación comienza con sus recuerdos sobre los territorios de su 'primer periodo de vida' donde envejeció hasta los 35 años y cómo empezó a migrar de un lado a otro. John cuenta que él fue Jacques Borne, un amigo de Van Gogh, lo que explica la pintura desvela por qué ahora debe mudarse, como hace cada 10 años, cuando la gente nota que no envejece.
En un descanso de la discusión, Art, que está molesto con la historia de John, llama a otro amigo, un viejo psicólogo, el doctor Will Gruber (Richard Riehle), para que acuda de inmediato y analice la extraña situación. Entre tanto, Sandy le confiesa a John su amor mientras le ayuda a guardar unas cajas. John vuelve a su historia contando que fue sumerio durante 2000 años, luego babilonio bajo el mandato de Hammurabi e incluso discípulo en la India de Buda. En ese momento llega el Dr. Will Gruber y Dan menciona que la historia es imposible de refutar o verificar al mismo tiempo. La discusión toma un giro a la biología, la condición física de John Oldman y el tema de la muerte. Gruber impulsa el debate más profundo en el tema de la muerte y la tensión aumenta cuando el Dr. Gruber interroga a John sobre este tema. El Dr. Gruber amenaza a John con un arma en el calor de la discusión, para después irse. Entonces Harry menciona que su esposa había muerto el día anterior y toda la historia de John lo había afectado mucho. En este momento se observa como Art y Edith están más disgustados con la historia de John mientras que a Harry, Dan, Sandy y Linda parece haberles despertado simpatía.
John menciona cómo era el tema religioso en la antigüedad y cómo hace tiempo dejó de seguir cualquier religión establecida. Cuando le preguntan si había sido algún personaje Bíblico, John revela a regañadientes que él se convirtió en la inspiración para la historia de Jesús. Cuenta que, después de sus enseñanzas con Buda, fue a Roma y se convirtió en etrusco, pero al darse cuenta de la corrupción, quiso transmitir las enseñanzas de Buda en el Oriente Medio. Eso hizo enfurecer a Roma y fue crucificado, pero usó las técnicas respiratorias aprendidas en la India y pudo fingir su muerte consiguiendo escapar a Europa Central. John sigue explicando su vida como Jesús y que todo lo demás en torno a esa figura es un mito estructurado posteriormente. Para contrariedad de Edith, bastante molesta y triste con su amigo por decir tales cosas que desarman su arraigada fe cristiana. El Dr. Gruber vuelve a la escena y le pide perdón a John por su «comportamiento infantil». Mientras John aprovecha una pausa para guardar el resto de sus pertenencias en la camioneta, sus colegas discuten su posible inestabilidad mental.
Al continuar con el debate sobre la identidad religiosa de John y el quiebre emocional de Edith, Will se hace cargo de la situación y le pide a John que termine de una vez con la historia o podría ponerlo en observación médica. John pone fin a la historia y pide disculpas a todos por haberla llevado tan lejos diciendo que le había apasionado la idea y solamente había tratado de ver si podían refutar o no sus palabras al ser un público tan erudito en diversas áreas del conocimiento. Más tarde, en una conversación privada con Sandy, muestra que únicamente había dicho eso para no herir más a sus amigos, ya que era algo muy difícil de aceptar.
Art se va enfadado por el engaño llevándose a Linda. Edith perdona a John por su broma de mal gusto y se va con Harry. Dan, al despedirse, le da a entender que le cree, pero prefiere «irse a casa a ver Star Trek». A solas con Sandy, John desvela otros nombres que utilizó en el pasado. Cuando el Dr. Gruber oye el nombre que utilizó hace 60 años, John T. Partee, se da cuenta de que John es su padre, que lo había abandonado en su infancia rompiendo el corazón a su madre. Will muere de un problema al corazón por el shock de la noticia. Después de la llegada de la policía y los médicos, John se dispone definitivamente a partir, dejando la vida que ha llevado durante diez años, pero esta vez está dispuesto a pasar un tiempo con Sandy, que lo ama sin importar quien sea.

## Producción
La historia es la última obra de Jerome Bixby. Llevaba desde los años cuarenta o cincuenta con la idea en la cabeza, pero comenzó a escribirla en los años sesenta y literalmente la terminó en su lecho de muerte en abril de 1998, dictando la última versión del guion a su hijo Emerson Bixby, también guionista. Después de su muerte, el guion llegó a manos de Richard Schenkman a través de un amigo común, el productor Gary Depew, para dirigir la película con un presupuesto inicial de 200 000 dólares, pero finalmente se redujo a 56 000 dólares.
El proceso de selección de los actores corrió a cargo de Elisabeth Jereski, descrito por Schenkman como un largo y tortuoso trabajo. Tony Todd fue el primero en entrar al elenco, John Billingsley personalmente consiguió traer a Ellen Crawford y a Richard Riehle al equipo.
Inicialmente y con un presupuesto extremadamente modesto, los productores tomaron la decisión de rodar en miniDV, en dos semanas, cobrando una miseria y por día de trabajo, pero todos compartieron las ganancias.

## Elenco y personajes
En orden de aparición:
- David Lee Smith (1963-): John Oldman, John T. Partee, Jacques Borne (amigo de Van Gogh), Jesucristo, un sumerio, un etrusco, un cromañón, etc.
- Tony Todd (1954-2024): Dan, profesor de Antropología
- John Billingsley (1960-): Harry, profesor de Biología
- Ellen Crawford (1951-): Edith, profesora de Historia del Arte y devota cristiana
- Annika Peterson (1972-): Sandy, profesora de Historia, enamorada de John Oldman
- William Katt (1951-): Art Jenkins, profesor de Arqueología
- Alexis Thorpe (1980-): Linda Murphy, alumna de Art Jenkins
- Richard Riehle (1948-) como el Dr. Will Gruber-Partee, profesor de Psiquiatría, hijo de John T. Partee.

## Distribución
La película se proyectó en el festival de cine de la Comic-Con de San Diego en julio de 2007 y fue estrenada en Hemet, California, y Pitman, Nueva Jersey en octubre del mismo año. Obtuvo el premio de Mejor Guion y el primer lugar al Mejor Reportaje en el Festival Internacional de Cine de Rhode Island en agosto de 2007. También recibió el premio al mejor guion en el IX festival Buenos Aires Rojo Sangre.

### Publicidad a través del intercambio de archivos
El productor Eric D. Wilkinson agradeció públicamente a los usuarios de BitTorrent que distribuyeron la película sin permiso expreso, diciendo que ha elevado el perfil de la película mucho más allá de las expectativas financieras, y animó a los fans a comprar el DVD o donar.

## Recepción
IGN le dio un 8 de 10, llamándolo «ciencia ficción intelectual». DVD Verdict criticó el final con mano dura diciendo que la opinión de cada uno de la película estaría determinada por sus puntos de vista sobre la religión.

### Premios
La película ha sido nominada y ha ganado numerosos premios.
- 2007 - GANADOR - 1.er lugar - MEJOR ACTUACIÓN - Festival Internacional de Cine de Rhode Island
- 2007 - GANADOR - GRAN PREMIO - MEJOR ESCANEO - Festival Internacional de Cine de Rhode Island
- 2008 - GANADOR - MEJOR PELÍCULA - Festival de Cine Fantástico de Montevideo de Uruguay
- 2008 - PREMIO GANADOR - ELECCIÓN DE LA AUDIENCIA - Festival de Cine Fantástico de Montevideo de Uruguay
- 2008 - GANADOR - MEJOR DIRECTOR - Fantaspoa - Festival Internacional de Cine Fantástico de Porto Alegre, Brasil
- 2008 - GANADOR - 2 ° lugar - MEJOR PRESENTACIÓN - Festival Internacional de Cine Fantástico de Río de Janeiro (RioFan)
- 2008 - GANADOR - Premio del público: MEJOR LARGOMETRAJE - Fixion-Sars Horror & Fantastic Film Festival de Santiago, Chile
- 2008 - GANADOR - Premio del jurado: BEST SCREENPLAY - Fixion-Sars Horror & Fantastic Film Festival de Santiago, Chile
- 2008 - GANADOR - MEJOR PELÍCULA SCI-FI - Festival Internacional de Cine de Ciencia Ficción y Horror, Phoenix, AZ
- 2008 - GANADOR - MEJOR GUION - Buenos Aires Rojo Sangre - Int'l Independent Horror, Fantasy & Bizarre, Argentina
- 2007 - Selección oficial - Otro hoyo en el Head SF IndieFest
- 2007 - Selección oficial - Festival Internacional de Cine ComicCon de San Diego
- 2008 - Selección oficial - Festival de cine fantástico de Ámsterdam
- 2008 - Selección oficial (función de apertura de la noche) - Down Beach Film Festival
- 2008 - Nominado - William Katt: Mejor actor de reparto - Down Beach Film Festival
- 2008 - Selección Oficial - Festival de Cine Fantástico de Otrocine de Bogotá
- 2008 - Selección Oficial - FilmColumbia - Festival de Cine en Chatham, NY
- 2008 - Selección oficial - Festival de Cine Fantástico (Festival de Cine Fantástico de Málaga) (FANCINE)
- 2008 - Selección oficial - Festival Cinema de Salvador
- 2008 - Selección oficial - Mostra Curta Fantástico de Sao Paulo, Brasil
- 2009 - Selección oficial - Fantasporto: 29º Festival Internacional de Cine de Oporto, Portugal

## Música
Toda la música de la película fue interpretada por Mark Stewart Hinton:
- El segundo movimiento de la Sinfonía n.º 7 escrito por Ludwig van Beethoven.
- «Forever»
  - Letra de Richard Schenkman
  - Música de Mark Hinton Stewart
  - Interpretado por Mark Hinton Stewart y Chantelle Duncan
  - Derechos de autor - BDI Music LTD.

## Secuelas
Una secuela, The Man from Earth: Holocene fue estrenada en 2017. El rodaje comenzó el 2 de junio de 2016 y terminó el 16 de junio de 2016. Los productores han declarado en Facebook y en el prólogo de la película, que puede ser la primera de una serie.
Tuvo dos intentos previos de producir secuelas. Se anunció en septiembre de 2013 una campaña de financiación colectiva en Kickstarter para una secuela llamada The Man from Earth II: Man from Earth Millennium, pero no fue capaz de recoger el apoyo mínimo requerido en octubre de 2013. Se realizó otro intento de financiación colectiva para una serie, Man From Earth: The Series, basándose en la película. Este segundo esfuerzo de financiación colectiva se completó con éxito en agosto de 2014.